# Kakao

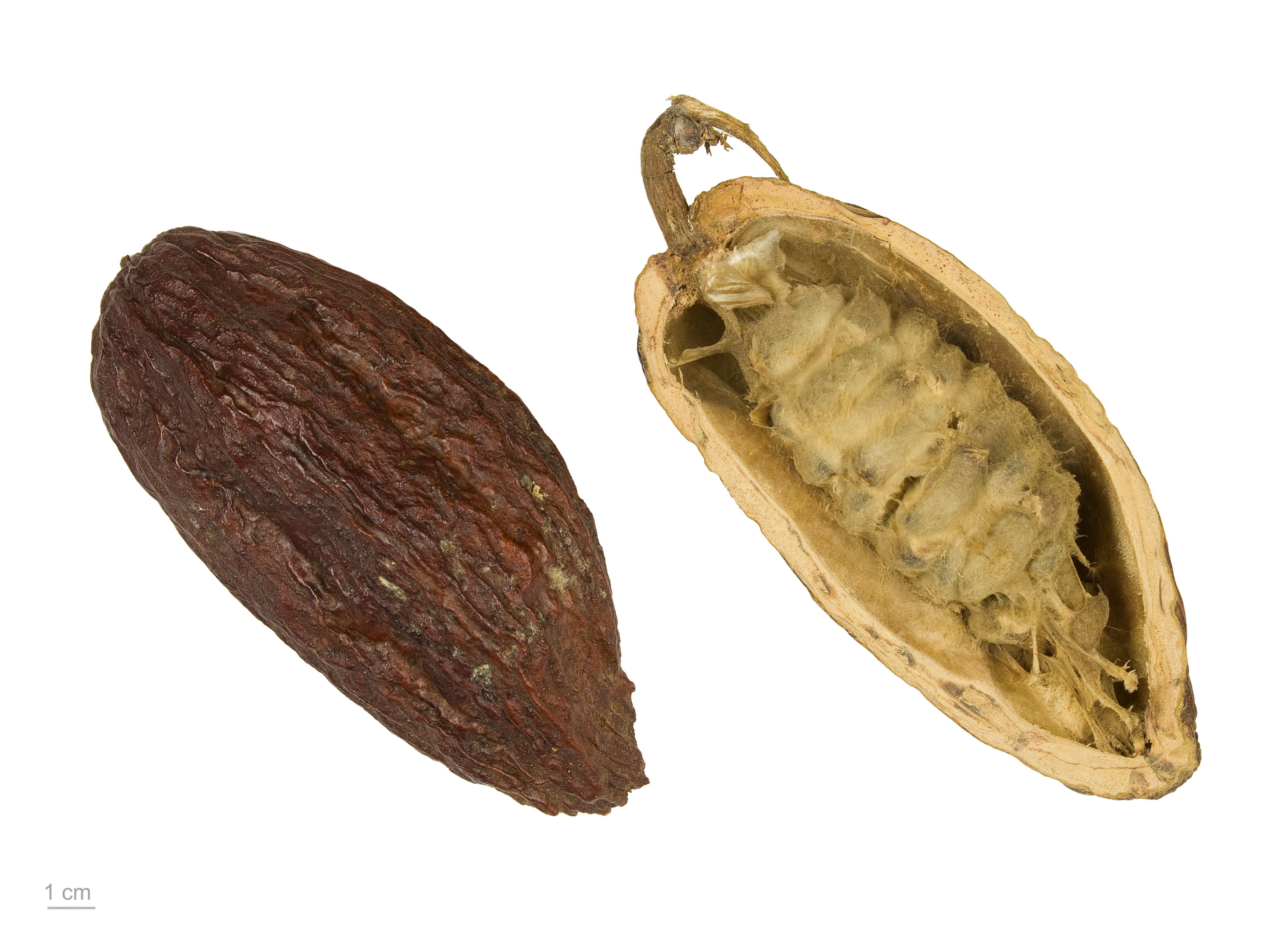
Theobroma cacao.

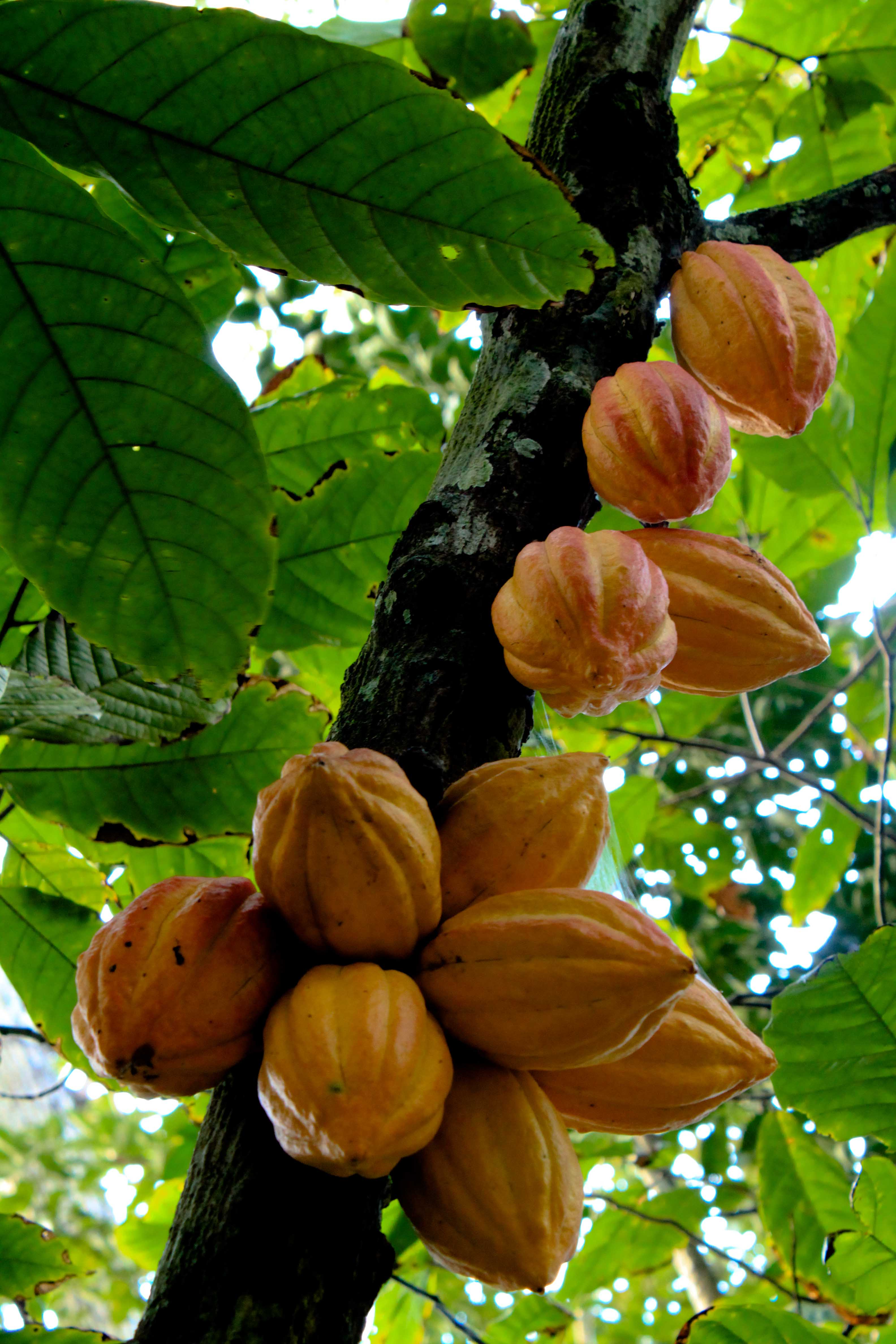
Frukter på ett Theobroma cacao.

Kakao (Theobroma cacao L.) är en art i familjen malvaväxter. Det är ett träd som växer och odlas i de tropiska delarna av Nordamerika, Sydamerika, Afrika och Asien. Släktet Theobroma omfattar ett tjugotal arter, men utanför Latinamerika är det bara T. cacao som används till chokladframställning. I Centralamerika används Theobroma bicolor och i Amazonas Theobroma grandiflorum för att framställa chokladdryck under namnet ”pataxte” respektive ”cupuaçu”.
Beroende på växtförhållanden kan trädet bli upp till tio meter högt, men på plantagerna hålls det nere i lämplig plockhöjd. En egenhet hos kakao är att blommor och frukter växer direkt på stammen och grövre grenar, en företeelse som kallas kauliflori.
Trädets frön, kakaobönorna, sitter i fem rader inuti frukten. Kakaobönorna innehåller bland annat teobromin, som är giftigt för många djur, bland annat hundar och katter. Människan kan emellertid bryta ner ämnet.

## Taxonomi
Att kakao har en stor genetisk mångfald har varit känt länge, det är dock på senare år som olika forskargrupper börjat arbeta med att ta fram en mer komplett kartläggning av artens genetiska spridning och mångfald i Syd- och Centralamerika (exempelvis Motamayor et al. 2008). I den vetenskapliga litteraturen har under de senaste hundra åren många olika indelningar och begrepp använts för att beskriva olika genetiska grupper av kakao. Den välkända klassiska indelningen av arten i Criollo, Forastero, och Trinitario kan bäst beskrivas som en kulturhistorisk relikt.

## Historia
Arten kakao uppstod för 9,9 miljoner år sedan i övre Amazonas. Fram till människans intåg i Sydamerika för ungefär 13 000 år sedan spred kakao sina frön enbart med hjälp av djur i jakt på det söta fruktköttet som omger fröna inuti kakaofrukten. Spridningen från Sydamerika till Centralamerika skedde dock i och med att arten domesticerades någon gång för 3600–7200 år sedan. Kakaon som domesticerades var den som växte, och fortfarande gör det, i norra Ecuador och södra Colombia. Odling, användning, och kulturell beredning av kakao var tidig och omfattande i Mesoamerika. Keramiska behållare med rester från framställning av kakaodrycker har hittats vid arkeologiska utgrävningar som går tillbaka till omkring 1900-900 f.Kr.. Exempelvis så hittades ett sådant kärl på en olmekisk utgrävningsplats på Mexikanska golfens kust i Veracruz i Mexiko. Arkeologerna drog slutsatsen att för-olmekiska folk beredde kakao så tidigt som 1750 f.Kr. På Stillahavskusten i Chiapas i Mexiko tyder en mokayaiansk arkeologisk utgrävningsplats på att kakaodrycker har preparerats ännu tidigare än så, 1900 f.Kr. Den ursprungliga domesticeringen hade sannolikt samband med skapandet av en jäst och således alkoholhaltig dryck. På 200-talet f.Kr. började mayafolket odla kakao och spred sedan kunskapen till tolteker och azteker.
Trots att Fernando Columbus, Christofer Columbus son och följeslagare, hävdade att spanjorernas första kontakt med kakaon skedde 30 juli 1502 på ön Isla de Guanaja (hette då Pinos) så var det inte Christofer Columbus som fraktade de betydelsefulla bönorna över Atlanten, utan Hernán Cortés 1528. De spanska conquistadorerna modifierade de aztekiska recepten till sin egen kultur genom att tillsätta rörsocker. Först 1580 började Spanien på allvar skeppa kakao till Europa och chokladfabriker konstruerades på Iberiska halvön. Dess rykte om att vara tillfredsställande och kunna förbättra sexlivet spreds över hela Europa.

## Odling
| Nr                                                                    | Område                  | Produktion (ton) | Andel (%) |
| --------------------------------------------------------------------- | ----------------------- | ---------------- | --------- |
| 1                                                                     | Elfenbenskusten         | 1 434 077        | 32,22 %   |
| 2                                                                     | Ghana                   | 858 720          | 19,30 %   |
| 3                                                                     | Indonesien              | 728 400          | 16,37 %   |
| 4                                                                     | Brasilien               | 273 793          | 6,15 %    |
| 5                                                                     | Kamerun                 | 269 902          | 6,06 %    |
| 6                                                                     | Nigeria                 | 248 000          | 5,57 %    |
| 7                                                                     | Ecuador                 | 156 216          | 3,51 %    |
| 8                                                                     | Peru                    | 81 651           | 1,83 %    |
| 9                                                                     | Dominikanska republiken | 69 633           | 1,56 %    |
| 10                                                                    | Colombia                | 47 732           | 1,07 %    |
| 11                                                                    | Papua Nya Guinea        | 45 019           | 1,01 %    |
| 12                                                                    | Togo                    | 30 516           | 0,69 %    |
| 13                                                                    | Mexiko                  | 26 969           | 0,61 %    |
| 14                                                                    | Venezuela               | 21 735           | 0,49 %    |
| 15                                                                    | Uganda                  | 20 979           | 0,47 %    |
|                                                                       | Total världsproduktion  | 4 450 263        | 100,00 %  |
| Källa: FN:s livsmedels- och jordbruksorganisation:s data för år 2014. |                         |                  |           |

Kakaoodling i industriell skala är en bidragande faktor till skövlingen av regnskog i västra Afrika. 

## Toxicitet
Huruvida kakao är giftigt för människor är omdebatterat. Däremot är teobromin, som finns i kakaobönorna, starkt toxiskt för många djur, bland annat hundar och katter eftersom de till skillnad från människan saknar det enzym som bryter ner teobromin. Föreningen liknar koffein.

## Koffein
Enligt det amerikanska jordbruksdepartementets livsmedelsöversikt, National Nutrient Database, innehåller 100 g kakaopulver 230 mg koffein och 2 057 mg teobromin.

## Tillverkning av choklad
Bönorna bereds genom att de först får fermenteras i ett till sex dygn varefter de torkas och rostas. Efter avsvalning krossas bönorna och skalet som lossnat blåses bort med varmluft. Bönorna valsas och ombildas till kakaomassa som varmpressas vid cirka 70 °C . Vid pressningen avskiljs en nästan klar vätska som stelnar vid 32 °C till kakaosmör. Detta används till vit choklad och återförs i varierande grad till kakaomassan vid annan chokladframställning. Kakaopulver är mald kakaomassa.